# Пулемёт
Пулемёт — групповое либо индивидуальное стрелковое автоматическое оружие поддержки, предназначенное для поражения пулями различных наземных, надводных и воздушных целей. Автоматичность действия, как правило, достигается путём использования энергии отходящих пороховых газов, иногда — путём использования энергии отдачи ствола. От остальных видов стрелкового оружия соответствующего калибра отличается более высокой дальностью и скорострельностью (до 500—1200 выстрелов в минуту) благодаря более длинному и более массивному стволу, а также более ёмким питающим устройством.
Стрельба из пулемёта может вестись с сошек или станка, короткими (до 10 выстрелов), длинными (до 30 выстрелов) очередями или непрерывно. Существуют пулемёты, имеющие возможность использовать одиночный огонь или очередь фиксированной длины. Также пулемёты часто устанавливаются в качестве вооружения на различной авиатехнике, бронетехнике, кораблях (катерах) и автомобилях.

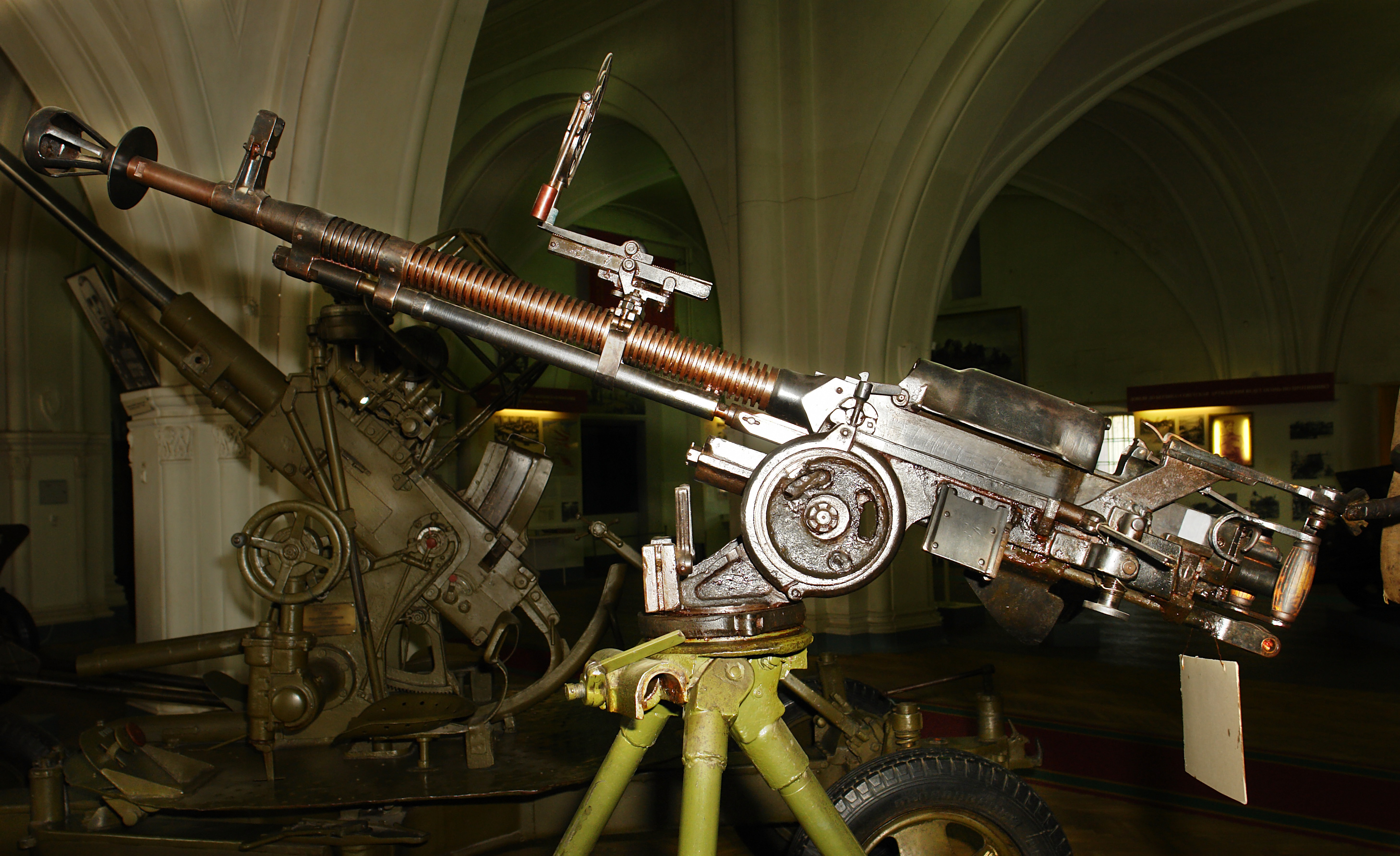
Пулемёт станковый ДШК образца 1938 года

Прицельная дальность современных ручных и единых пулемётов составляет обычно до километра с использованием открытого прицела и до двух километров с оптическим прицелом.

## Изобретение и развитие пулемётов
Пулемёты появились на поле боя в результате длительных и настойчивых поисков способа увеличения плотности огня против наступающего противника за счёт повышения скорострельности оружия, состоящего на вооружении армии. Результатом увеличения скорострельности было создание оружия, обеспечивающего непрерывный огонь, то есть пулемёта.
Прообразы пулемётов представляли собой блок ружейных стволов, установленных на артиллерийском лафете и стреляющих поочерёдно непрерывным огнём. Перезарядка и производство выстрела осуществлялись за счёт мускульной энергии расчёта.
Ещё с XVI века начались попытки создавать пистолеты и ружья револьверного типа (с барабанами). В 1718 году английский юрист Джеймс Пакл запатентовал ружьё Пакла, представлявшее собой ружьё, поставленное на треногу и снабжённое барабаном. Скорострельность при этом повышалась по сравнению с обычным ружьём более чем вдвое (с 4 до 9 выстрелов в минуту), но ружьё было и более громоздко в обращении, требуя нескольких человек прислуги, которые в противном случае могли бы сами вести огонь. Оно никого не заинтересовало и не было принято на вооружение. Кроме того, появление барабана освобождало от перезарядки патронов, но не от манипуляций с подсыпанием затравки в кремнёвый замок, также занимавших значительное время при перезарядке. Таким образом, до появления унитарного патрона о подлинной скорострельности в нашем понимании речи быть не могло, и потому пушка, стреляющая картечью, оставалась самым простым, дешёвым в производстве и эффективным оружием, обеспечивающим массовое поражение неприятеля.
Непосредственным предшественником пулемёта является митральеза — стреляющее очередями оружие под унитарный патрон с ручным приводом и с несколькими стволами. Обычно они представляли собой несколько объединённых в блок механизмов однозарядных винтовок, приводимых в действие коленчатым валом от рукоятки и питаемых патронами внавал из верхнего бункера.
Наиболее известен пулемёт Гатлинга (1862, впервые применён северянами во время Гражданской войны в США) с револьверным блоком стволов и ручным приводом — такая конструкция нашла своё продолжение в скорострельных пулемётах и пушках, устанавливаемых на боевые реактивные самолёты и вертолёты.
Самая простая реализация идеи митральезы была осуществлена осаждёнными русскими войсками в Порт-Артуре — на колёсный лафет ставилось параллельно несколько винтовок, у которых рукоятки затворов и спусковые крючки объединялись общими тягами.
Первый пулемёт, механизм которого работал от энергии выстрела, а не от внешнего привода, был изобретён американцем Хайрамом Максимом (1883) и впервые массово применён в англо-бурской войне 1899—1902. Он использовался также в русско-японской войне 1904—1905 годов. Пулемёт Максима реализовал принцип отдачи ствола. Первый пулемёт, автоматика которого реализовала в себе принцип отвода пороховых газов, как на большинстве современных пулемётов и автоматического оружия вообще, разработал Джон Браунинг (1889).
В начале XX века были разработаны ручные пулемёты (датский — Мадсена, 1902, французский — Шоша, 1907, британский — Льюиса, 1913, и др.).
Станковые и ручные пулемёты широко применялись в Первую мировую войну во всех армиях. В ходе войны пулемёты стали поступать на вооружение танков и самолётов. В 1918 году появился крупнокалиберный пулемёт в германской армии (13,35-мм), затем в межвоенный период во французской появился пулемёт (13,2-мм Гочкиса), английской (12,7-мм Виккерса), американской (12,7-мм Браунинга) и других армиях. В Советской Армии на вооружение были приняты 7,62-мм ручной пулемёт В. А. Дегтярёва (ДП, 1927), 7,62-мм авиационный пулемёт Б. Г. Шпитального и И. А. Комарицкого (ШКАС, 1932), 12,7-мм крупнокалиберный пулемёт Дегтярёва и Г. С. Шпагина (ДШК, 1938).
Во Второй мировой войне продолжалось совершенствование пулемёта. Советской промышленностью были разработаны 7,62-мм станковый пулемёт П. М. Горюнова (СГ-43) и 12,7-мм авиационный универсальный пулемёт М. Е. Березина (УБ). За годы ВОВ произведено пулемётов всех типов: в СССР — 1 млн 515,9 тыс.; в Германии — 1 млн. 48,5 тыс..
После войны на вооружение армий поступили новые пулемёты с более высокими характеристиками: советские ручные и единый пулемёт конструкции В. А. Дегтярёва РПД и М. Т. Калашникова ПК, крупнокалиберный пулемёт НСВ-12,7; американские ручные М14Е2 и Мк 23, единый М60, крупнокалиберный М85; английский единый L7А2; западногерманский единый MG-3.

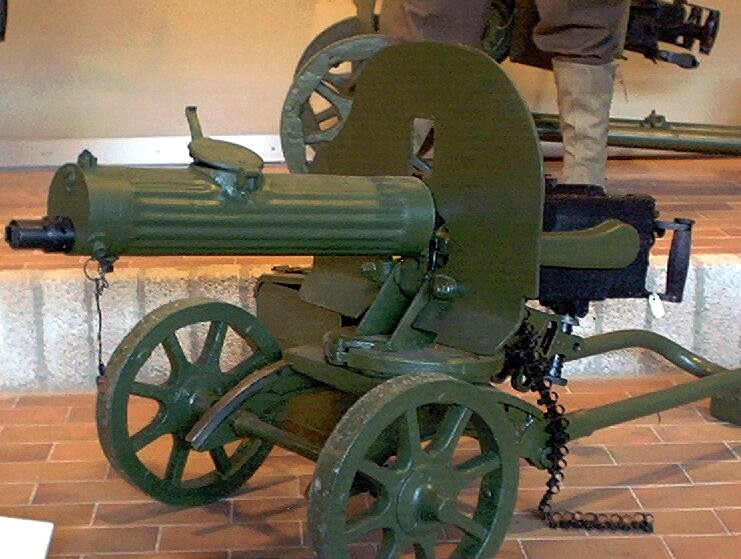
Пулемёт Максима образца 1910 года на станке системы Соколова
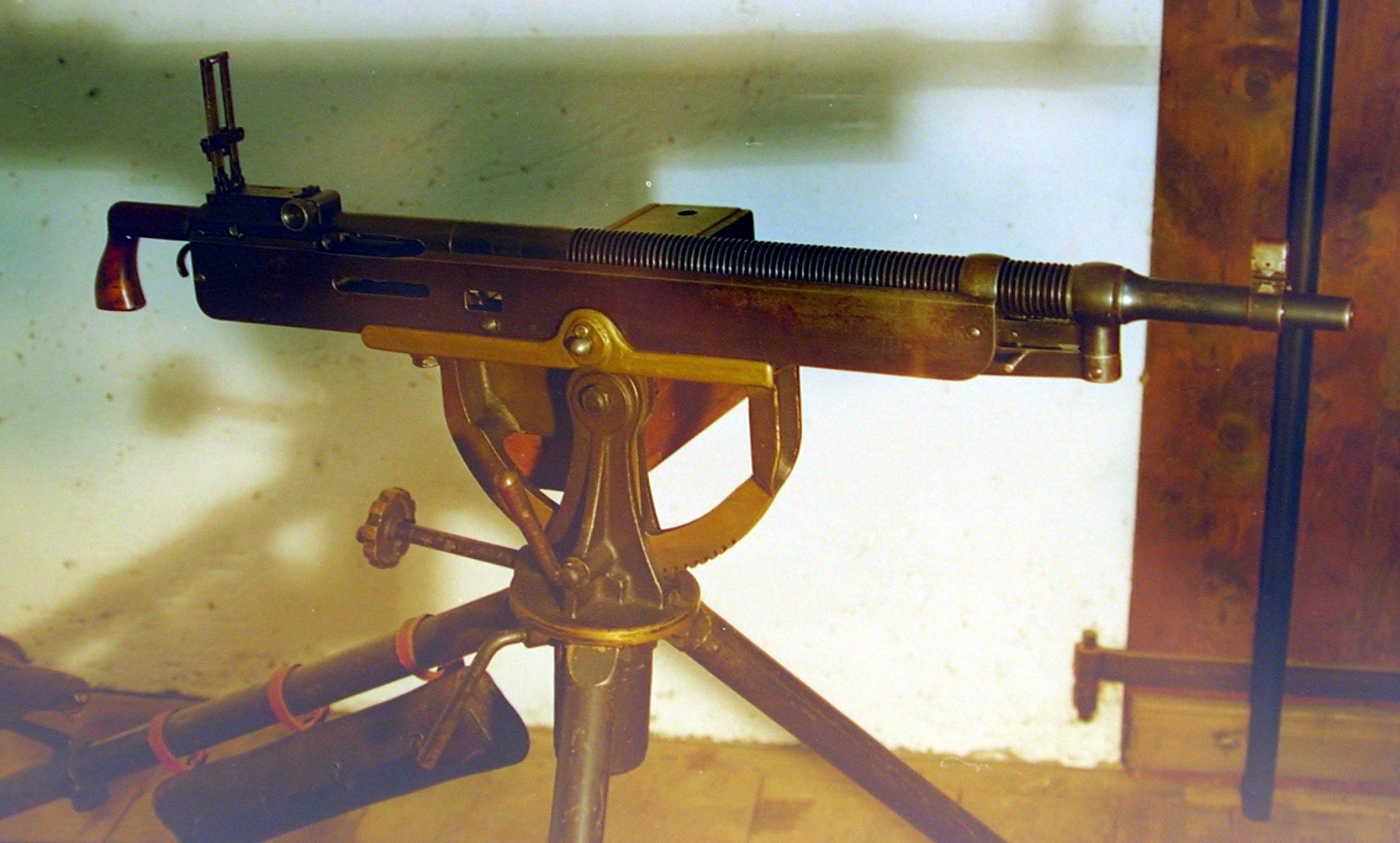
Американский станковый пулемёт M1895 системы Кольта-Браунинга образца 1895 года
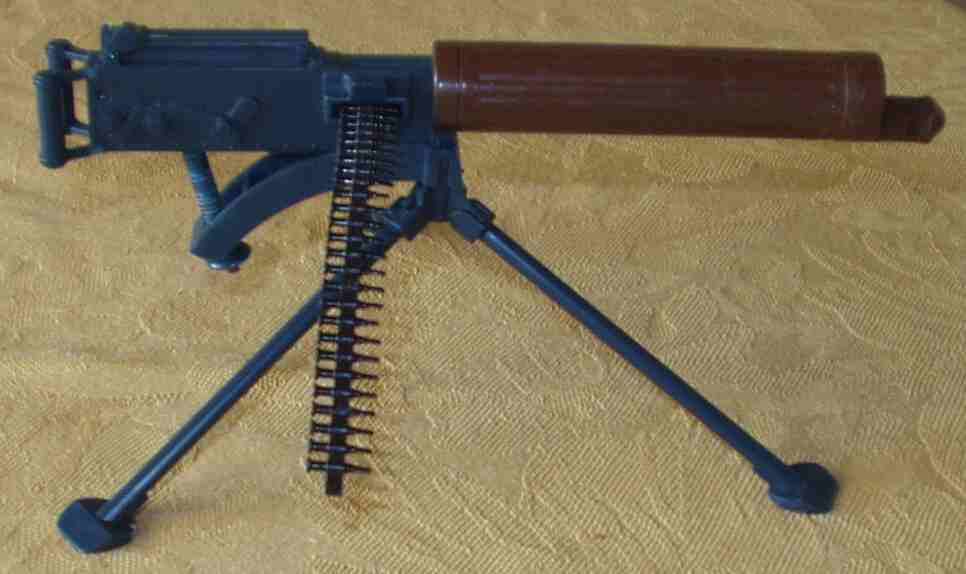
Британский станковый пулемёт системы Виккерса образца 1912 года
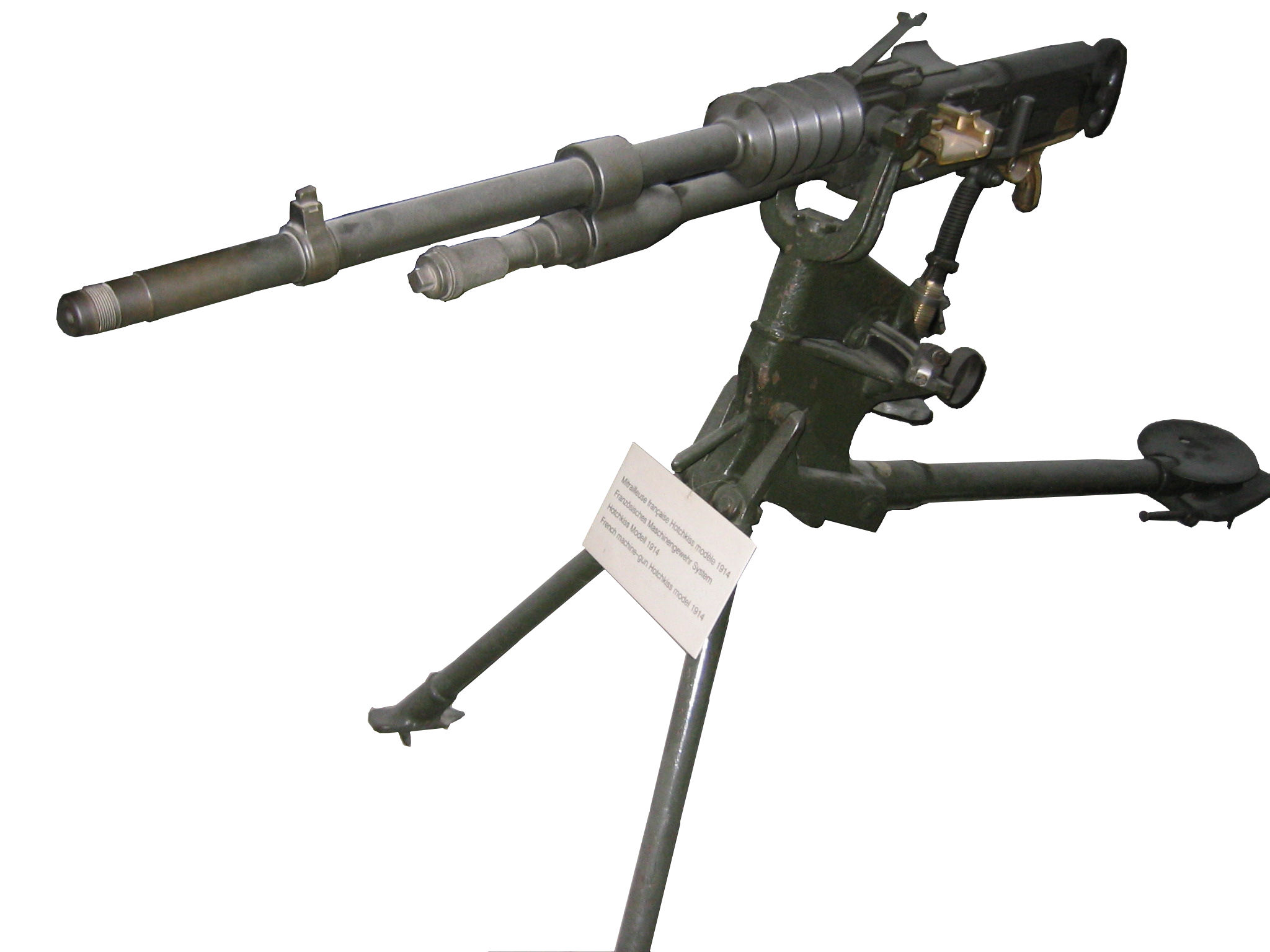
Французский станковый пулемёт системы Гочкиса образца 1914 года
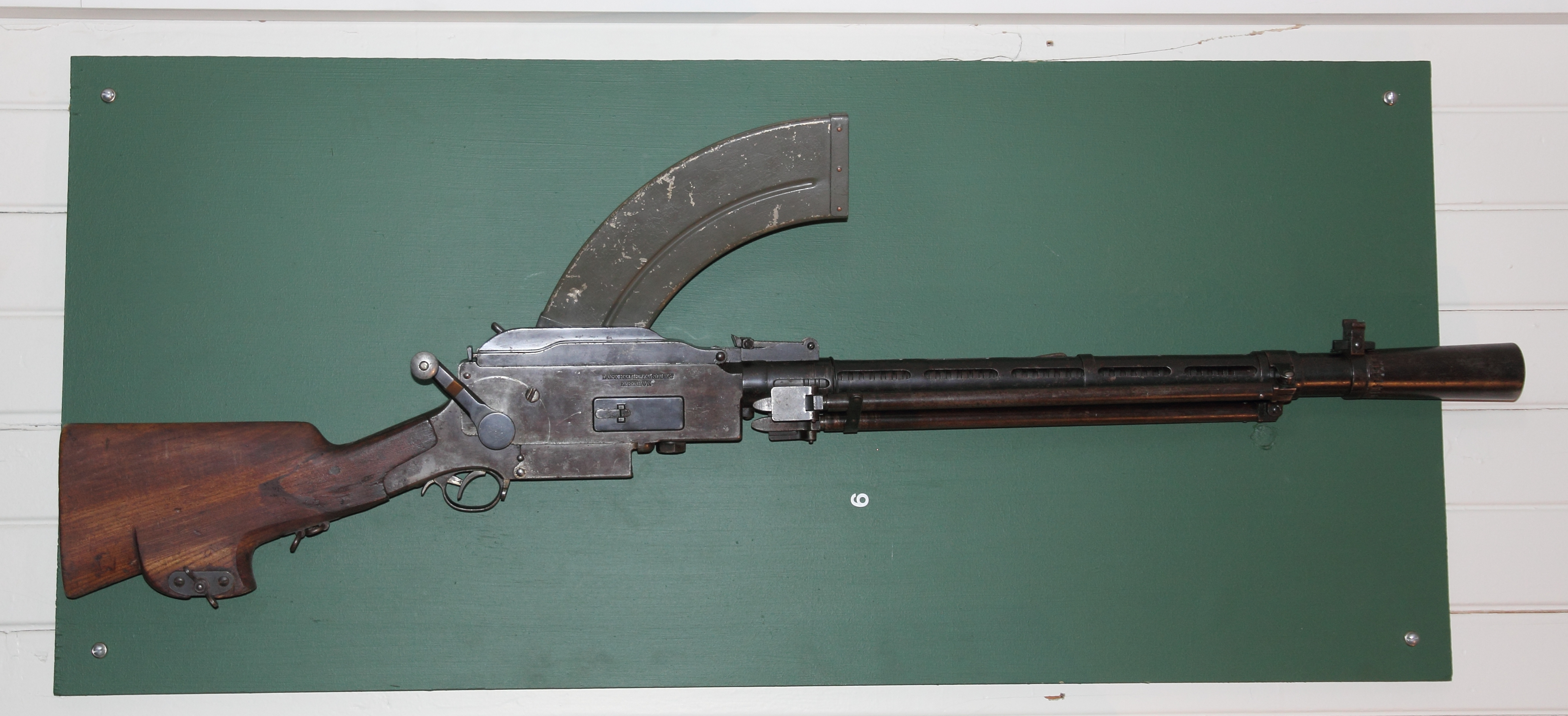
Датский ручной пулемёт системы Мадсена
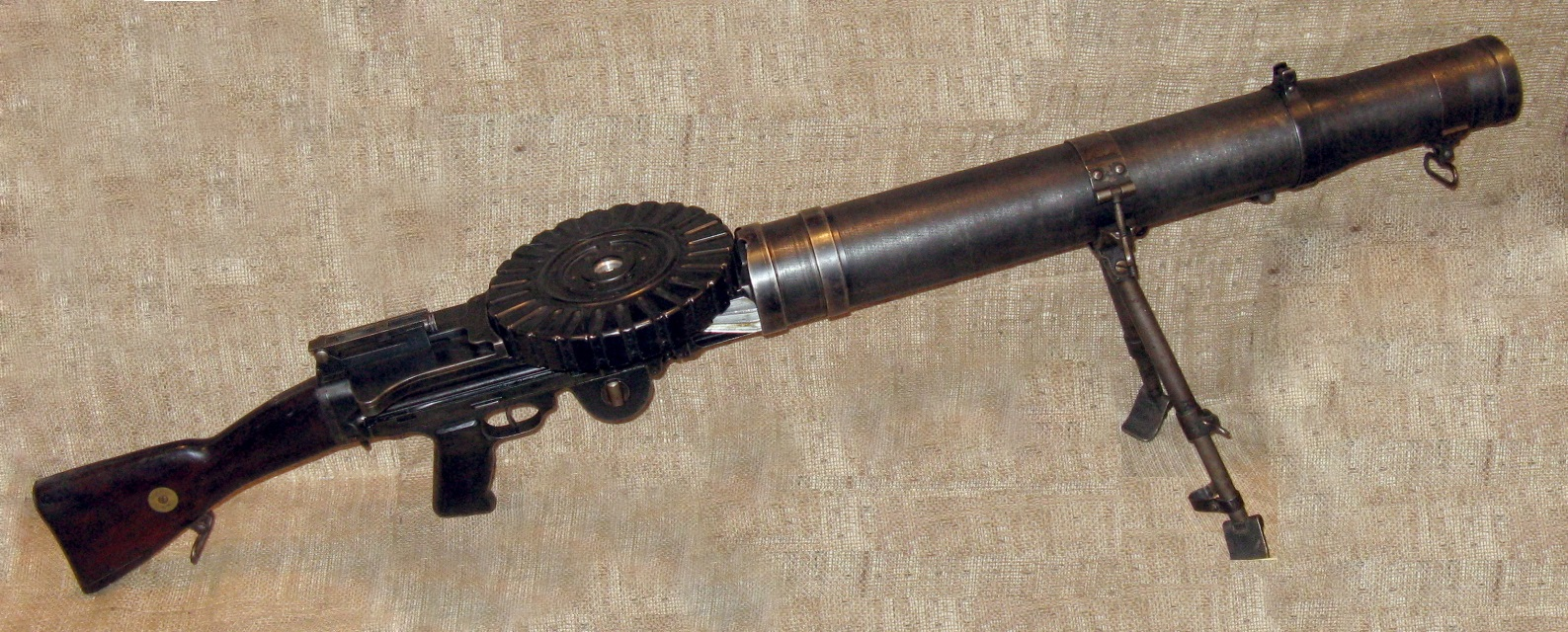
Британский ручной пулемёт системы Льюиса
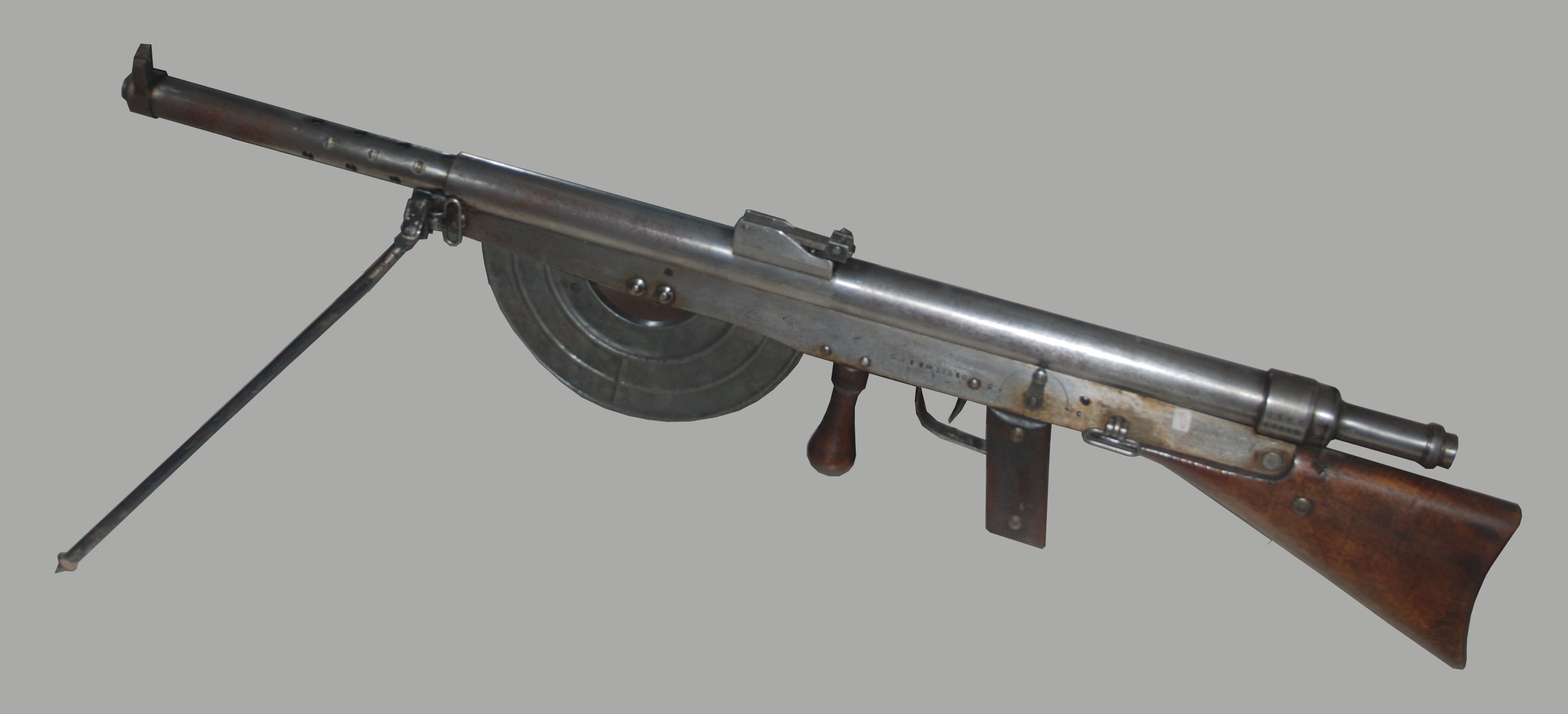
Французский ручной пулемёт системы Шоша
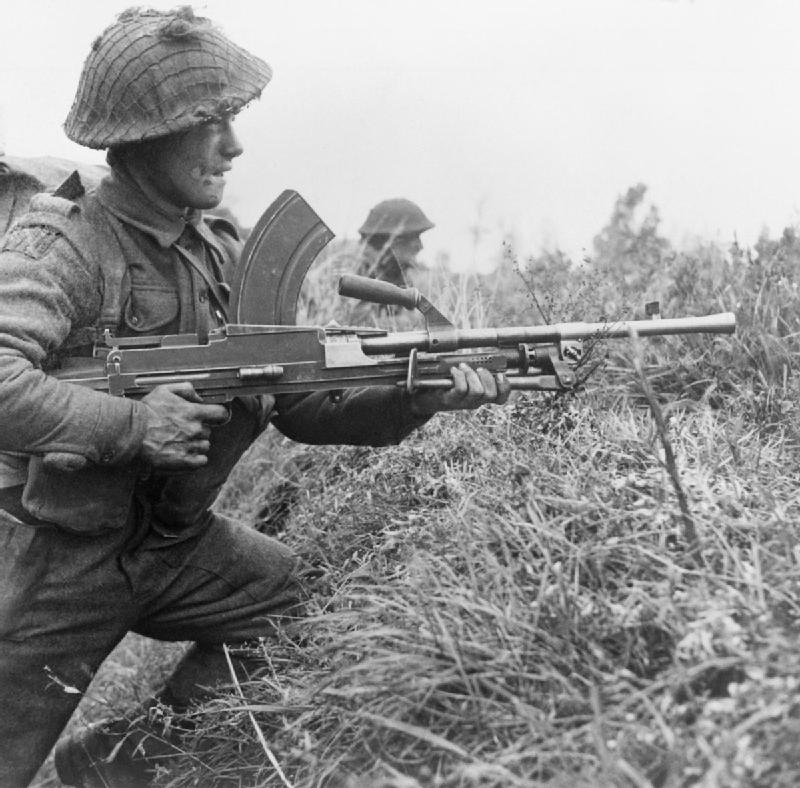
Британский ручной пулемёт «Брен»
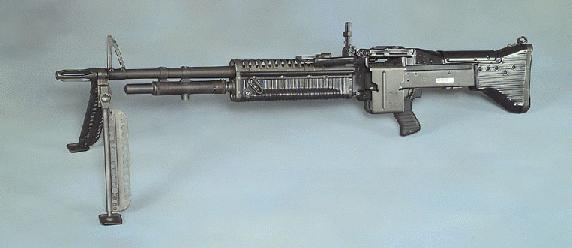
Американский единый пулемёт пулемёт M60
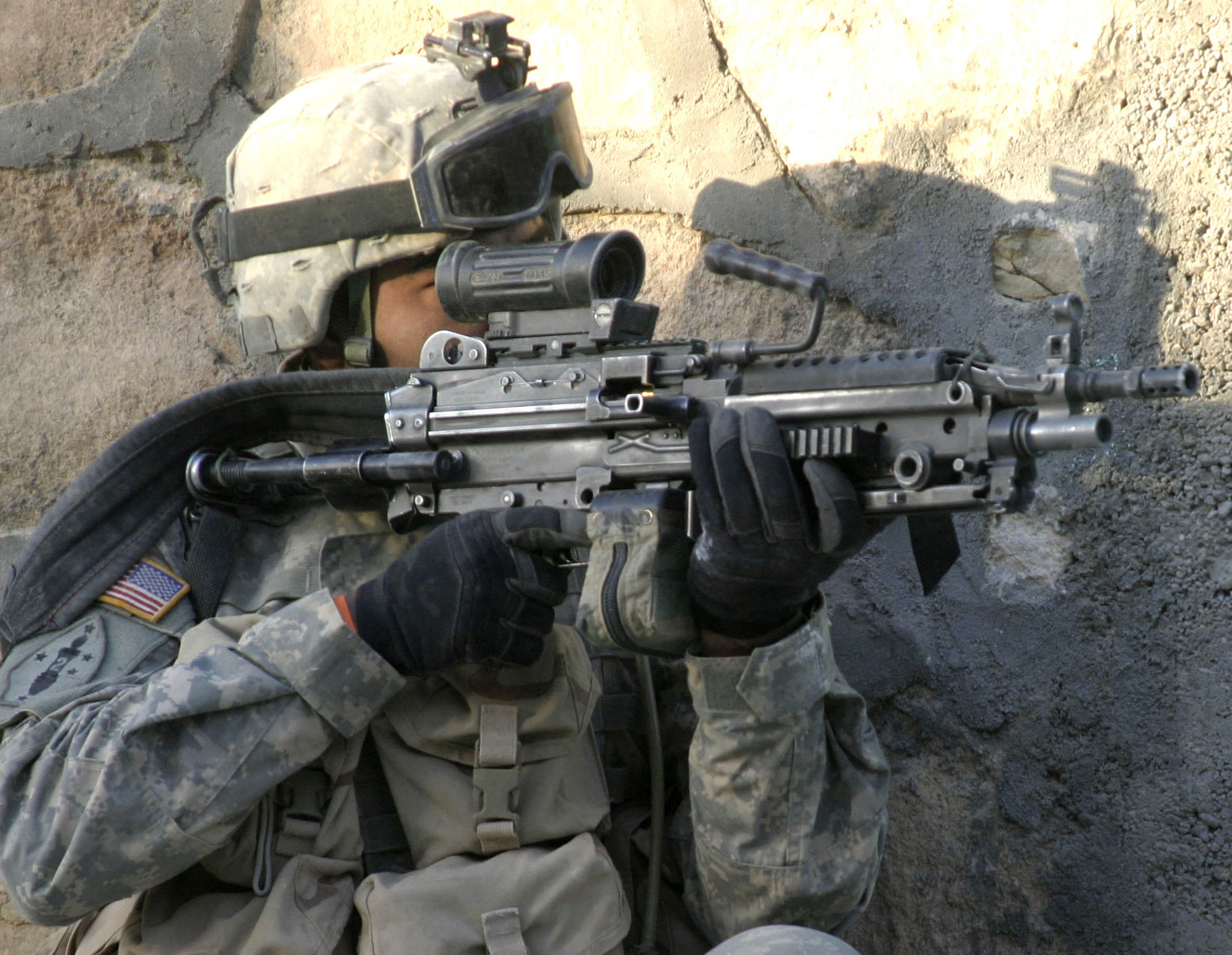
Американский ручной пулемёт M249SAW

## Термин
Термин появился в 1880-х гг. поначалу применительно к митральезе, или, как её называли в России, картечнице (конкретно — состоявшей на вооружении системе, известной ныне как пулемёт Гатлинга). Возможно, название возникло также под влиянием одного из французских названий митральезы — canon aballes, «пулевая пушка». Термин был быстро перенесён на вновь появившееся автоматическое оружие, хотя, в свою очередь, пулемёт также в первые годы ещё называли «автоматической картечницей». В момент появления в России пулемёт фигурировал, например, под таким описательным названием: «одноствольная автоматическая митральеза системы Максима».

## Устройство пулемёта

Газовый поршень

Пулемёт состоит, как правило, из следующих основных частей и механизмов: ствола, ствольной коробки (короба), затвора, ударно-спускового механизма, возвратной пружины (возвратного механизма), прицела, магазина (приёмника). Ручные и единые пулемёты обычно снабжаются прикладами для лучшей устойчивости при стрельбе.
Для ведения прицельной стрельбы пулемёты имеют прицелы (механические, оптические, ночные)
Благодаря использованию массивного ствола (максимум для винтовочного калибра ---10,4 кг Hotchkiss Mle. 1914) станковые и единые пулемёты обеспечивают высокую практическую скорострельность (до 250—300 выстрелов в минуту) и позволяют вести интенсивную стрельбу без смены ствола до 500, а крупнокалиберные — до 150 выстрелов. При перегреве стволы заменяются.

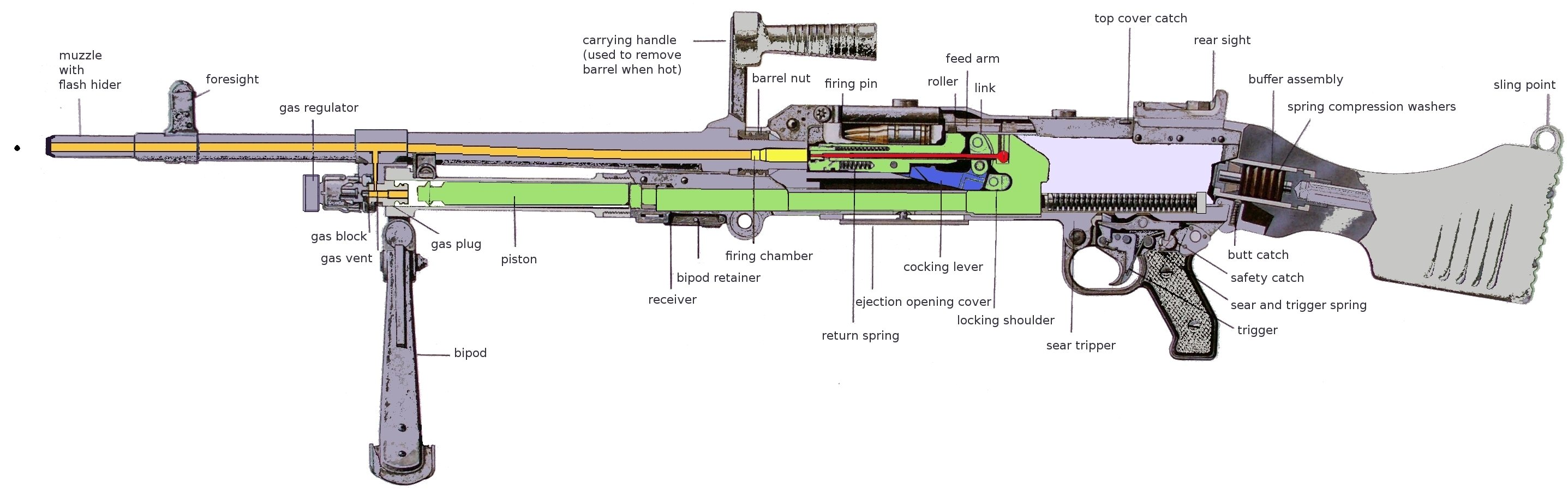
FN MAG

В связи с фактором нагрева ствола при высоком темпе стрельбы все пулемёты (за исключением ручных пулемётов, разработанных на основе автоматических винтовок) имеют следующее принципиальное отличие от другого автоматического оружия в устройстве и в работе механизма. При приведении оружия на боевой взвод патрон не находится в казённой части ствола, как это делается в автоматических винтовках, пистолетах или некоторых пистолет-пулемётах(напр.,Spectre M4 или Heckler & Koch MP5) . В пулемётах патрон находится в затворной группе на линии досылания в ствол, не введённый в казённик. Делается это с целью исключить заклинивание гильзы в казённике перегретого ствола и спекание гильзы с казёнником в перерывах между стрельбой, а также самовоспламенение порохового заряда от нагретого патронника.

### Действие пулемёта

Действие механизма перезарядки пулемёта Льюиса

Действие автоматики большинства современных пулемётов основано на использовании отвода пороховых газов через отверстие в стенке ствола, реже применяется отдача ствола при его коротком ходе (в основном, в пулемётах более старых образцов). Питание пулемёта патронами производится из ленты или магазина. Стрельба из пулемёта может вестись короткими (до 10 выстрелов), длинными (до 30 выстрелов) очередями, непрерывно, а у некоторых пулемётов — ещё и одиночным огнём или очередью фиксированной длины. В современных пулемётах охлаждение ствола, как правило, воздушное , но в прошлом широко использовалось водяное. Для ведения прицельной стрельбы пулемёты снабжаются прицелами (механическими, оптическими, ночными). Расчёт пулемёта состоит из одного, двух и более человек (в зависимости от характеристики пулемёта).

## Виды пулемётов
Различают пехотные и специальные пулемёты. К специальным относятся авиационные, корабельные, зенитные, танковые, казематные и другие. В зависимости от устройства и боевого назначения пехотные пулемёты подразделяются на ручные (масса 6—12 кг, калибр 5,45—8 мм, прицельная дальность до 1500 м), станковые, включая крупнокалиберные (45—160 кг, 7,62—14.5 мм, до 3500 м) и единые (12—25 кг, 7,62—8 мм, до 2000 м), позволяющие вести стрельбу как с сошек, так и со станка. В ряде стран в целях унификации пулемёта под винтовочный патрон они разработаны и приняты в качестве основных пулемётов. Специальные пулемёты, исключая авиационные, как правило, представляют собой пехотные, доработанные соответствующим образом.
Различают пулемёты малого (до 6,5 мм), нормального (от 6,5 до 9 мм) и крупного (от 9 до 15 мм) калибра.
В зависимости от темпа стрельбы пулемёты бывают с нормальным (до 600—800 выстрелов в минуту) и высоким (свыше 1000—1500 выстрелов в минуту) темпом. Пулемёты с нормальным темпом стрельбы — обычные одноствольные с одним патронником. Пулемёты с высоким темпом стрельбы могут конструктивно выглядеть как и пулемёты с нормальным темпом, так и отличаться от них числом патронников или стволов.

### Ручные пулемёты
Ручно́й пулемёт — стрелковое автоматическое оружие поддержки, допускающее переноску одним бойцом, дающее возможность вести стрельбу без использования станка и предназначенное для поражения пулями различных наземных, надводных и воздушных целей. Стрельба из ручного пулемёта обычно ведётся с сошек. Современные ручные пулемёты имеют существенно меньший калибр, чем единые пулемёты, и, как правило, существенно легче и компактнее.
Ручные пулемёты находятся на вооружении мотострелковых (пехота, мотопехота) отделений. Большинство современных ручных пулемётов разработаны на основе автоматов (штурмовых винтовок) за счёт таких изменений конструкций, как более удлинённый и утяжелённый ствол, увеличенная ёмкость магазина, повышенная жёсткость возвратной пружины затворной рамы, добавление сошек. Указанные изменения конструкции позволяют увеличить дальность, кучность и темп стрельбы. Как и в автоматах, в ручных пулемётах применяется промежуточный патрон. Пример подобной унификаций ручных пулемётов — советский РПК/РПК-74, австрийский Steyr AUG H-Bar, китайский Тип 95/97, британский L86A1, германский HK 11/13, американский Colt M16A1/2/3 LSW.
Ручные пулемёты также предназначены для стрельбы с плеча или на ходу для подавления сопротивления противника или сковывания его действий. Огонь на ходу является специфической тактикой, использующей эту способность ведения боевых действий.
Ручные пулемёты различают по направлениям их использования: общего назначения могут использоваться для стрельбы с рук или с сошек. Установленный на сошки или на станок для ведения устойчивого огня — это преимущественно станковый пулемёт, хотя так может использоваться и ручной, когда установлен на сошки и пулемётчик работает в положении лёжа перед ним, со стрельбой короткими очередями.
Ручные пулемёты делятся на обычные пулемёты с ленточным или комбинированным питанием (FN Minimi, РПД, Негев) и на утяжелённые версии обычных автоматов, с более длинным тяжёлым стволом и сошками, боепитание которых обеспечивается стандартными коробочными магазинами (HK MG36, РПК, РПК-74, L86A2).

### Станковые пулемёты
Станковый пулемёт — пулемёт, действующий на специальном колёсном либо треножном станке или турели. Станок обеспечивает устойчивость оружия при стрельбе, удобство наведения и высокую точность стрельбы. Треножные станки сейчас преобладают в силу меньшей массы и регулируемой высоты линии стрельбы.
Имеет ленточное питание патронами, большой боекомплект.
Массивные стволы с различными типом охлаждения позволяют получать высокую практическую скорострельность Для обслуживания имеется пулемётный расчёт, состоящий из двух, трёх и более человек. При перемещении обычно разбирается на несколько частей: тело, станок, ствол и боезапас. Крупнокалиберные пехотные пулемёты устанавливаются на колёсных или треножных станках. На вооружении современных армий станковые пулемёты остались только крупнокалиберные.
Они используются
- для борьбы с легкобронированными целями
- для поражения воздушных целей со специальных зенитных станков
- для борьбы с другими важными целями на больших дальностях — до 2000 м[4]

Первым автоматическим станковым пулемётом стал Ма́ксим. Станковые пулемёты под винтовочный патрон широко употреблялись до конца Второй мировой войны, после чего их постепенно сменили единые пулемёты, которые в свою очередь могут являться облегчёнными версиями станковых.

### Единые пулемёты
Универсальный пулемёт, способный выполнять роль как лёгкого ручного пулемёта, так и станкового и танкового, именуется единым пулемётом. Необходимость в повышении огневой мощи и мобильности пехотных подразделений привела к тому, что конструкторы соединили преимущества станкового и единого пулемёта. Единый пулемёт в настоящее время вытеснил станковые пулемёты под винтовочный патрон. Применение универсального пулемёта упрощает снабжение и обучение войск, обеспечивает лучшую тактическую гибкость. Первым единым пулемётом стал немецкий MG-34.
Единый пулемёт имеется на вооружении мотострелковых взводов и рот, в армиях некоторых стран и отделений. Калибр 6,5—8 мм, масса 9—15 кг (со станком 17—27 кг), темп стрельбы 550—1300 выстрелов в минуту, ёмкость ленты 50—250 патронов.

### Крупнокалиберные пулемёты
Крупнокалиберный пулемёт — пулемёт калибра 12—15 мм, предназначенный для увеличения дальности поражения вражеской бронетехники, зданий, вертолётов и лёгких укреплений, за счёт более мощного патрона по сравнению со стандартными. Это обеспечивает поражение наземных целей с толщиной брони 15—20 мм на дальностях до 800 м.
Крупнокалиберные пехотные пулемёты устанавливаются на колёсных и треножных станках или прикрепляются к амбразурам ДОТов, используются в этих подразделениях для борьбы с наземными легкобронированными целями. Крупнокалиберные пулемёты являются основным зенитным вооружением танков и основным оружием некоторых бронетранспортёров. В качестве зенитных, танковых, бронетранспортёрных, казематных и корабельных обычно применяются пехотные пулемёты, несколько видоизменённые с учётом особенностей их монтажа и эксплуатации на объектах. По сравнению с едиными пулемётами крупнокалиберные характеризуются значительной массой — 20—60 кг без станка. На универсальном станке масса может достигать 160 кг.
Первым серийным крупнокалиберным пулемётом стал американский Browning M1921.

### Авиационные пулемёты
Авиационные пулемёты стали первым вооружением истребителей и широко применялись в Первой мировой войне. Как правило были созданы на базе существующих станковых пулемётов. После Второй мировой войны вышли из употребления в истребительной авиации из-за внедрения скорострельных малокалиберных пушек.
Авиационные пулемёты имеют несколько разновидностей — турельные, синхронные, крыльевые и другие. Авиационные пулемёты начали употребляться в многоствольных вариантах на ударных вертолётах, однако и там стали вытесняться пушечным вооружением. В начале XXI века авиационные пулемёты применяются на лёгких десантных вертолётах в специальных гондолах либо в подвесном виде.

### Зенитные пулемёты
Зенитный пулемёт — пулемёт с круговым обстрелом и очень большим углом возвышения, предназначен для борьбы с авиацией противника.
Пулемёты с высоким углом возвышения, предназначенные для борьбы с авиацией, получили широкое распространение в первой половине двадцатого века. С внедрением ракет и зенитной артиллерии они значительно сдали позиции в современных армиях. Как правило, используются в составе специальных конструкций вроде ЗПУ-4, ЗГУ-1 или крепятся на танки.
Зенитная пулемётная установка — автоматическое оружие, состоящее из одного или нескольких пулемётов, смонтированных на специальном станке и имеющих общие механизмы наводки и прицельные приспособления для стрельбы по воздушным целям, может применяться также для борьбы с легкобронированными наземными и надводными целями. Имеются на вооружении зенитных подразделений сухопутных войск, некоторых танков и других боевых машин, а также небольших кораблей в армиях различных государств. Транспортируются на двухосных лафетах за автомобилем. Наклонная дальность стрельбы до 2,5 тыс. м, скорострельность одного ствола 500—600 выстрелов в 1 мин, вертикальный угол обстрела до 90°, горизонтальный — 360°. Боеприпасы в основном бронебойно-зажигательные пули калибра 12,7—14,5 мм. Масса пуль 45—65 г, начальная скорость 900—1000 м/сек. Масса одиночной крупнокалиберной зенитной пулемётной установки составляет около 450 кг, спаренной — 650 кг, счетверённой — 2100 кг.

### Танковые пулемёты
Танковый пулемёт устанавливается на танки, БМД, бронетранспортёры и прочую бронетехнику. На современных танках имеются, как правило, спаренный и зенитный пулемёты. Особенность конструкции современных танковых пулемётов — замена спускового крючка электроспуском и дистанционное управление.
Танковый пулемёт бывает спаренным, курсовым, отдельным, хвостовым и зенитным.
1. Курсовой пулемёт — это пулемёт который устанавливается в отделении управления боевой машины в зафиксированном состоянии (не меняет своё положение ни в горизонтальной ни в вертикальной плоскостях), которое позволяет ему стрелять исключительно по курсу движения (направлению движения), что и обуславливает название. К примеру, на танке ИС-1 ось ствола курсового пулемёта должна была быть параллельная оси танка и отклоняться от неё в вертикальной и горизонтальной плоскостях не более чем на 1 миллиметр, на длине участка ствола в 400 миллиметров[10]. Курсовой пулемёт имеет приспособление для взведения подвижных частей автоматики и снабжается специальными коробками с подавателем лент. Для вывода пороховых газов за пределы отделения управления на дульную часть ствола пулемёта присоединялся удлинитель. Наводка курсового пулемёта осуществляется поворотом корпуса боевой машины[11], по причине чего огонь из него ведёт механик-водитель. В послевоенный период одновременно два курсовых пулемёта устанавливались на первые модификации танка Т-54, на надгусеничных полках. Кроме танков, два курсовых пулемёта ПКТ устанавливались на бронированной технике воздушно-десантных войск СССР — БМД-1 и БТР-Д. На БМД-2 установлен один курсовой пулемёт. Также два курсовых пулемёта ПКТ установлены на БМП-3.
2. Хвостовой пулемёт (кормовой пулемёт) — пулемёт для ведения огня из танка по пространству позади башни. Устанавливался в наплыве задней части башни танка, в шаровой опоре, которая позволяла менять положение ствола в вертикальной и горизонтальной плоскостях и производить огонь в определённом секторе. Встречался на таких советских танках, как КВ-2 и ИС-1[10].
3. Отдельный пулемёт — пулемёт, из которого ведёт огонь определённый член экипажа. Чаще был расположен в отделении управления в шаровой опоре, закреплённой в лобовой плите танка, которая позволяла менять положение ствола в вертикальной и горизонтальной плоскостях и производить огонь в определённом секторе. К примеру, на танках Т-34[12] и Т-44 радист-стрелок, размещавшийся справа от механика водителя, мог вести огонь из пулемёта ДТ в секторе 12 градусов вправо и влево в горизонтальной плоскости и в секторе 6 градусов вверх и вниз в вертикальной плоскости. Отдельные пулемёты также ставились на таких танках иностранного производства, как Шерман и Паттон М46,
4. Спаренный пулемёт устанавливается на подавляющем большинстве танков в лобовой части башни в общей с пушкой установке и имеет общие с ней приборы наведения. Основное назначение — поражение живой силы и небронированной техники противника.
5. Зенитный пулемёт устанавливается на крыше башни. C развитием авиации потерял свою эффективность и стал использоваться преимущественно для подавления живой силы противника в городских боях на близких дистанциях[13].
6. Кривоствольный пулемёт — разрабатывался в послевоенное время в СССР для уничтожения пехоты в так называемом «мёртвом пространстве». В непосредственной близости от танков или бронемашин существует зона, недоступная для огня стрелкового оружия, и противник может уничтожить танк с помощью противотанковых гранат, магнитных мин или с помощью бутылок с зажигательной смесью[14].

### Скорострельные пулемёты
В некоторых источниках используется название высокотемпные пулемёты. В названиях оружия встречается первая трактовка. К примеру, Шпитального-Комарицкого авиационный скорострельный. Пулемёты с высокой скорострельностью могут конструктивно выглядеть как и пулемёты с нормальным темпом (например, немецкий единый пулемёт MG-42, 1200—1300 выстрелов в минуту), так и отличаться от них числом патронников или стволов (наиболее известные — многоствольные авиационные и зенитные пулемёты с темпом стрельбы около 2000-3000 выстрелов в минуту). Скорострельные пулемёты применяются для стрельбы по быстролетящим воздушным целям с наземных и авиационных установок, а также по наземным целям с авиационных (вертолётных) установок.
Многоствольный пулемёт имеет от 3 до 6 стволов, собранных во вращающемся блоке. Блок приводится в движение электрическим, пневматическим, гидравлическим или газовым двигателями. Используются, как правило, в качестве зенитных и авиационных пулемётов.

## Тактика применения пулемётов

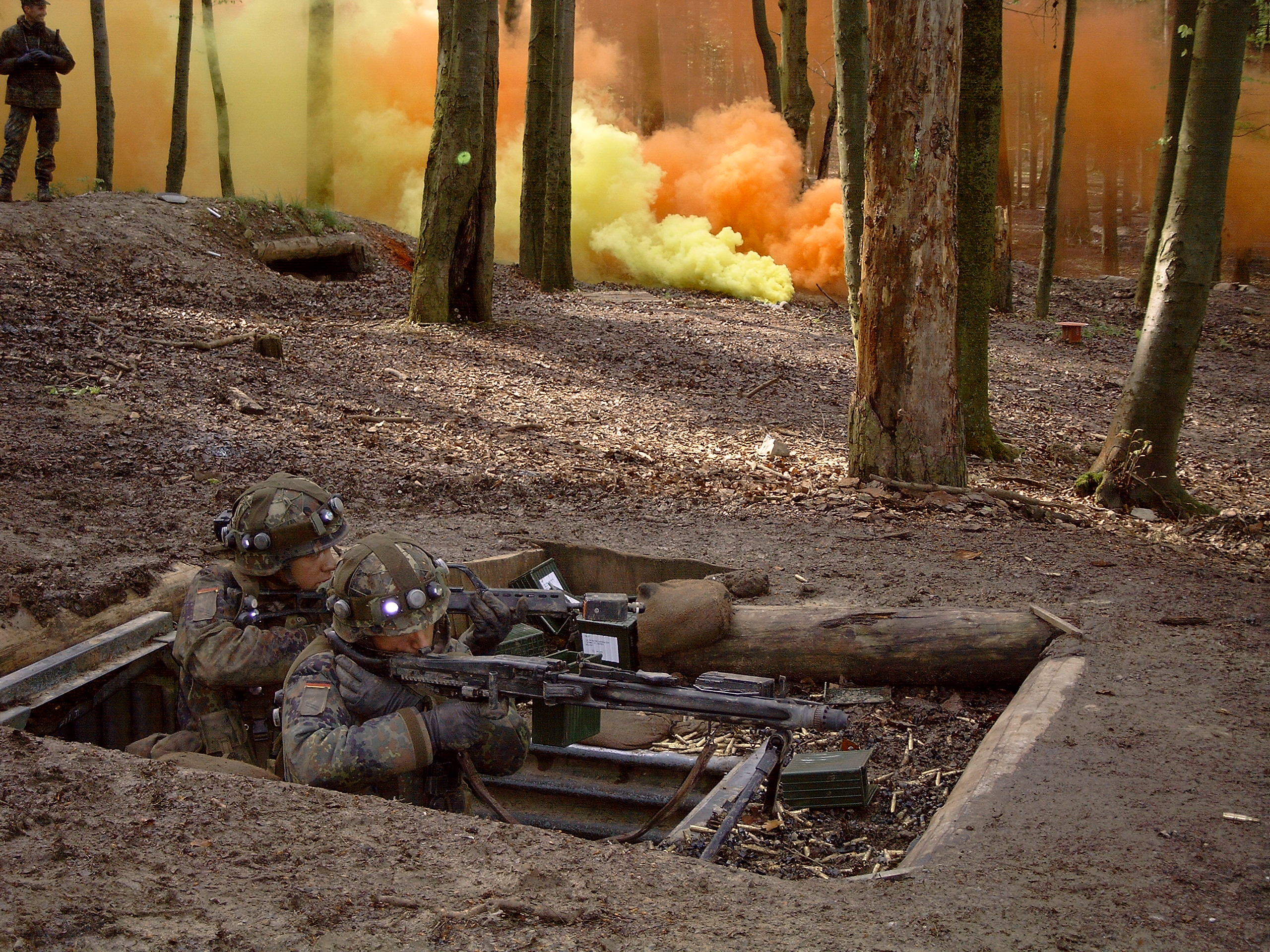
Пулемётное гнездо

Тактика применения пулемётов в сухопутном бою была разработана в Первую мировую войну. Пулемёт, как правило, применялся вместе с проволочным заграждением (например, спиралью Бруно). При их преодолении пехотинец вынужден был встать в полный рост и задержаться на одном месте, что значительно повышает вероятность его поражения. Проходы в проволочных заграждениях тоже являются удобным местом для поражения живой силы противника.
За счёт большей массы и длины ствола пулемёт стреляет дальше и точнее автоматов и пистолетов-пулемётов, поэтому используется как средство поддержки пехоты в бою. Пулемётчики — одна из приоритетных целей для снайперов.
В Первую мировую германская армия разработала улучшенную тактику использования пулемётов. Пулемётные гнёзда устанавливались на фронте и на фланге. Когда британская или французская пехота рядами шла на позиции, она запутывалась в рядах колючей проволоки, и начинался фланговый обстрел противника.
В современности, когда редко окапываются, а армии ведут манёвренные бои, используются лёгкие пулемёты. Можно зайти с ними во фланг или тыл противника и обстрелять его позиции. Также штурм невозможно представить без использования лёгкого пулемёта.
В царской России в начале XX века начали создаваться пулемётные команды, представляющие собой подразделение уровня рота, вооружённой пулемётами и состоявшей из пулемётных взводов. В состав каждого пулемётного взвода входило 2 пулемётных расчёта (отделения), каждый из которых обслуживал один станковый пулемёт. Пулемётные команды создавались из расчёта одна команда на пехотный полк и одна конно-пулемётная команда на кавалерийскую дивизию. Первоначально пулемётные команды включали в себя от 2 до 4 пулемётных взводов и могли иметь на вооружении до 8 пулемётов. В ходе Первой мировой войны как количество команд, так и количество пулемётов в полках было увеличено. По окончании Гражданской войны в России все пулемётные команды в РККА были заменены на пулемётные роты.